# Ваттевиль, Жан-Шарль де
Жан-Шарль де Ваттевиль де Жу (фр. Jean-Charles de Watteville de Joux; 1628, Шато-Вилен (Нозеруа) — 14 апреля 1698, Памплона), 2-й маркиз де Конфлан — испанский генерал.

## Биография
Сын Филиппа-Франсуа де Ваттевиля (1601—1637), графа ди Буссолино, и Луизы Кристины фон Нассау-Зиген (1608—1678). В возрасте восьми лет наследовал своему деду Жерару де Ваттевилю, маркизу де Конфлану.
Начал военную службу в роте тяжелой кавалерии барона де Кленшана, в которой в 1649 году стал капитан-лейтенантом, когда барон сформировал одно из первых кавалерийских терсио в Испанских Нидерландах. В 1650 году, после смерти графа Варо получил роту в терсио Диего Друо, а 25 июня 1653 стал кампмейстером терсио принца Гессен-Гомбургского, которым командовал 16 июля 1656 в бою под Валансьеном, где были разбиты маршалы Лаферте и Тюренн.
Был взят в плен 14 июня 1658 в битве на дюнах, прикрывая Карла II, сражавшегося на стороне испанцев с тысячей своих сторонников. Выкупившись из плена, продолжал командовать своим терсио до заключения Пиренейского мира в 1659 году.
В июле 1660 был направлен чрезвычайным послом в Лондон с поздравлениями Карлу II в связи с реставрацией Стюартов, затем был сменен в Англии своим дядей бароном де Ваттевилем.
15 декабря 1667 был произведен в генерал-сержанты баталии (генерал-майор), передав командование своим терсио графу фон Траутмансдорфу; затем стал членом Военного совета Нидерландов и получил элитную ордонансовую роту тяжеловооруженных всадников Франсуа де Ри, маркиза де Варамбона.
Во время Голландской войны 8 декабря 1675 был назначен временным командующим войсками в графстве Намюр, на период отсутствия губернатора князя де Барбансона. Также был временным командующим войсками в Люксембурге по смерти князя де Шиме; 3 мая 1676 принес присягу в качестве исполняющего обязанности губернатора и генерал-капитана Люксембурга.
26 сентября 1675 был пожалован Карлом II в рыцари ордена Золотого руна, который не успел получить его дядя.
Совершил вылазку на вражескую территорию, где 4 января 1676 внезапным нападением захватил и разграбил крепость Шатле, после чего вернулся на свою базу в Камбре. 3 января 1678 возглавил оборону Ипра, осажденного французами. Капитулировал после потери контрэскарпа цитадели, захваченной противником после массированной бомбардировки и ночной атаки 25 марта 1678.

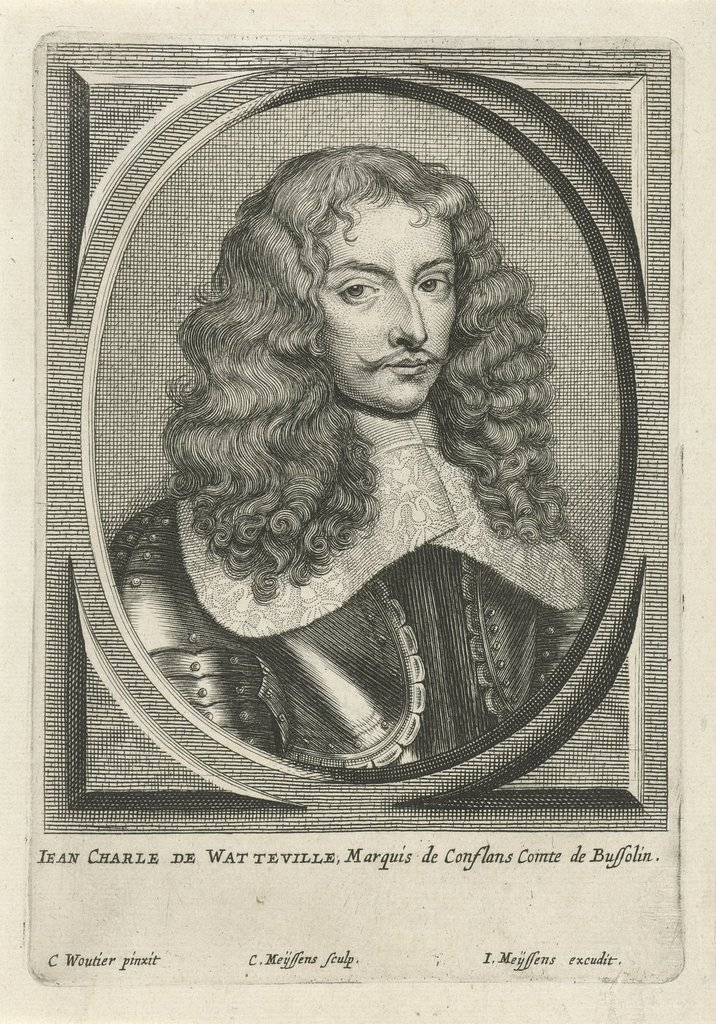
Жан-Шарль де Ваттевиль, маркиз де Конфлан

В октябре 1681 был назначен военным губернатором королевства Галисии, где командовал в 1682—1684 годах. В марте 1684 был направлен в Наварру в должности генерал-кампмейстера с заданием собрать и привести на театр военных действий в Каталонию армейский корпус. Некоторое время управлял Наваррой вместо умершего вице-короля маркиза де Техады, и 7 августа повел войска в Каталонию.
По окончании франко-испанской войны был назначен членом Высшего военного совета при дворе, генерал-кампмейстером в Каталонии и с 1689 года военным губернатором княжества. Командовал войсками в Каталонии в ходе войны Аугсбургской лиги, участвовал в битве на реке Тер 27 мая 1694 и неудачной осаде Паламоса в 1695 году.
В 1697—1698 годах был вице-королем Наварры.

## Семья
Жена: Дель де Бофремон, дочь Жоашена де Бофремона, маркиза де Листене, и Маргерит де Ри
Дети:
- Шарль-Эмманюэль (1656—1728), 3-й маркиз де Конфлан, рыцарь ордена Золотого руна (12.01.1700). Жена: Изабель-Тереза де Мерод (ум. 1733), дочь Фердинанда де Мерода и Мари-Селестин де Лонгваль
- Жан-Шарль (1657—1679), граф ди Буссолино
- Жан-Кретьен (1658—1725), маркиз де Ваттевиль. Служил во французской армии, командор ордена Святого Людовика.